# غاردن سيتي (أيداهو)
غاردن سيتي، أيداهو هي مدينة في مقاطعة أدا في ولاية أيداهو الأمريكية. بلغ عدد سكانها 10,972 نسمة حسب تعداد الغام 2010. المدينة تحيط بها منطقة مدينة بويسي، لكنها تقع ضمن بلدية مستقلة.